# Zdeňka Vasiljevová
Zdeňka Vasiljevová, rozená Schäfflerová, (2. července 1935 České Budějovice – 23. března 2004 České Budějovice) byla česká odborná asistentka na katedře věd o zemích Asie a Afriky Filozofické fakulty Univerzity Karlovy v Praze. Japanistka, historička Dálného východu a japanoložka, překladatelka z japonštiny, korejštiny, angličtiny a ruštiny.

## Život
Narodila se v Českých Budějovicích v rodině úředníka Viléma Schäfflera a jeho ženy Ludmily. Obecnou a měšťanskou školu vychodila v Suchém Vrbném a po té navštěvovala Jirsíkovo gymnázium v Českých Budějovicích, kde odmaturovala. Následně chtěla studovat čínštinu a byla přijata na Filozofické fakultě Univerzity Karlovy. V letech 1953-58, ale studovala obor japonština a dějiny Dálného východu.  Posléze v letech 1958-61 byla zaměstnána jako odborná pracovnice v knihovně Orientálního ústavu ČSAV. V rámci vědecké aspirantury (1961-65) na Katedře věd o zemích Asie a Afriky FF UK pobývala na Tokijské univerzitě (1964-66), kde se zabývala studiem japonského vnitropolitického vývoje 30. let. V 60. letech byla členkou redakční rady časopisů Nový Orient a Dějiny a současnost. Dále i v letech 1967-1968 a 1981-1982 studijně pobývala v Japonsku. V letech 1966-1990 pracovala jako odborná asistentka na katedře věd o zemích Asie, Afriky na Filozofické fakultě Univerzity Karlovy, kde přednášela dějiny Japonska, srovnávací dějiny Dálného východu ve starověku a středověku, vedla jiné historické semináře a podílela se na výuce japonského jazyka. Zpracovala řadu vysokoškolských skript o dějinách Japonska, Číny, Koreje a Vietnamu. Překládala publikace z japonštiny, angličtiny a ruštiny.
Vdala se za českého koreanistu a vietnamistu Iva Vasiljeva, s nímž měla syny Marka a Pavla. Od roku 1999 žila opět v Českých Budějovicích, spolupracovala s Jihočeským muzeem (výstava japonských novoročenek v roce 2002). Před svojí smrtí stihla ještě přeložit trilogii Jan Letzel, stavitel atomového dómu od Murai Šimako. Je pohřbena na hřbitově v Mladém u Českých Budějovic (sektor 24, hrob 35) spolu se svým manželem.

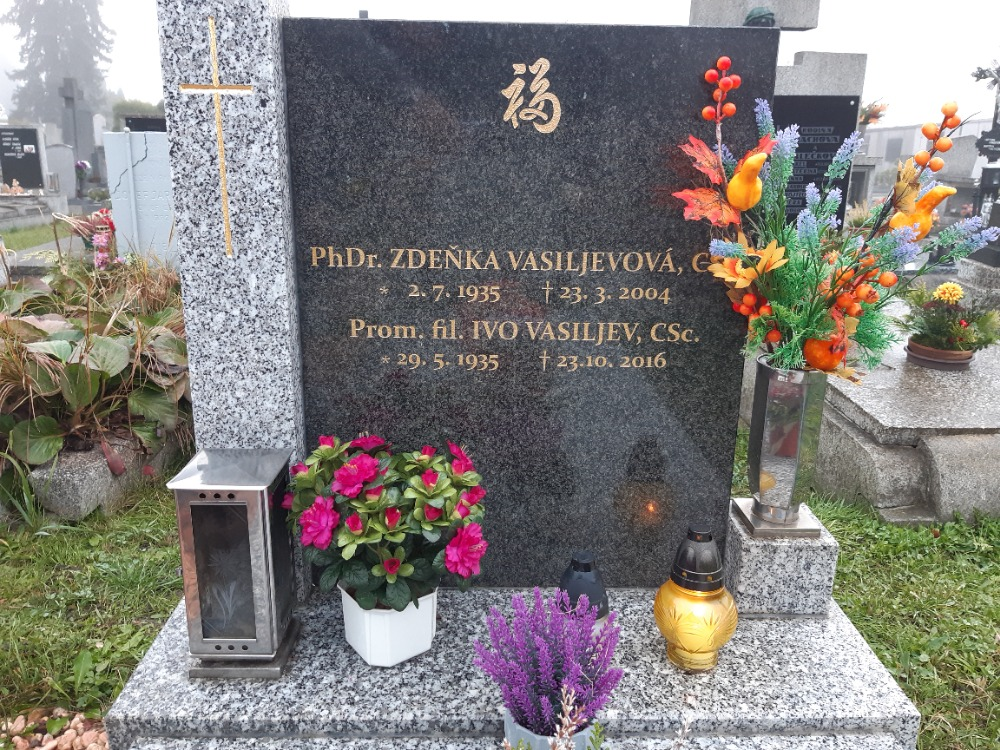
Místo posledního spočinutí Zdeňky Vasiljevové a jejího manžela Ivo Vasiljeva v Mladém u Českých Budějovic

## Publikace
- Přehled nejnovějších dějin, (spoluautor - M. Hájek a kol., SNPL, Praha 1963)
- Novodobé dějiny Japonska (1868-1951) (SPN, Praha 1964, s V. Hilskou),
- Problems of Modern Japanese Society (UK, Praha 1971)
- Poválečné Japonsko. Politický vývoj a chronologie (UK, Praha 1972)
- Politický vývoj Japonska 1868-1945 (UK, Praha 1976)
- Japonská historická věda a Čína (OÚ ČSAV, Praha 1982)
- Feudalismus v zemích Dálného východu I. (UK, Praha 1983, spoluautor)
- Ekonomický a politický přehled zemí Dálného východu, (spoluautor - V. Pucek a kol.: SNP, Praha 1984;
- Dějiny Japonska (Nakladatelství Svoboda, Praha 1986)
- Puraha no ukijo sakaba [Prchavý svět pražských hospod] (Iwanami šoten, Tokio 1994, spoluaut. M. Macudaira, St. Brouček, M. Macudaira ed.),

### Překlady
- F. Hajaši, Čvrť chudiny (in Deset novel z Asie a Afriky, Čs. spisovatel, Praha 1961)
- I. Sata, V továrně na karamely (Světová literatura (1962), 4: 129-136)
- M. Kundera, Kagi no šojúša, in: Senro no ue ni iru neko. (do jap., společně s Š. Murai, Gendai čeko gikjoku šú, Šičóša, Tokio 1969: 159-234)
- Jo. Toporu, Surabíku no júšoku, (do jap., společně s Š. Mura, Gendai čeko gikjoku šú, Šičóša, Tokio 1969: 7-50)
- T. Kobajaši, Pes, který zabíjí lidi (NO 35, 1980, 5: 150)
- L. N. Smirnov - A. P. Zajcev: Soud v Tokiu (Naše vojsko, Praha 1979)
- A. Ivankin: Poslední kamikaze (Naše vojsko, Praha 1981)
- W. Spear: Feng-šuej. Design života očima starověkého učení (Ikar, Praha 1997)
- Š. Murai: Eviččiny housle (Praha 1997)
- I. Bottomley - A. P. Hopson: Zbraně a zbroj samurajů (Svojtka, Praha 1998)
- Š. Murai: Jan Letzel, stavitel atomového dómu (Dillia, 2003)